# Stamnen
Stamnen är en bergstopp i Antarktis. Den ligger i Östantarktis. Norge gör anspråk på området. Toppen på Stamnen är 1 803 meter över havet, eller 390 meter över den omgivande terrängen. Bredden vid basen är 5,9 km.
Terrängen runt Stamnen är platt västerut, men österut är den kuperad. Trakten är obefolkad. Det finns inga samhällen i närheten. 